# 시난 알바이라크
시난 타이민 알바이라크(튀르키예어: Sinan Taymin Albayrak, 1973년 2월 27일 ~)는 독일 태생의 터키의 배우이다. 그의 형인 하칸 알바이라크 역시 독일 태생이며 언론인이다.